# Diccionari General de la Llengua Catalana

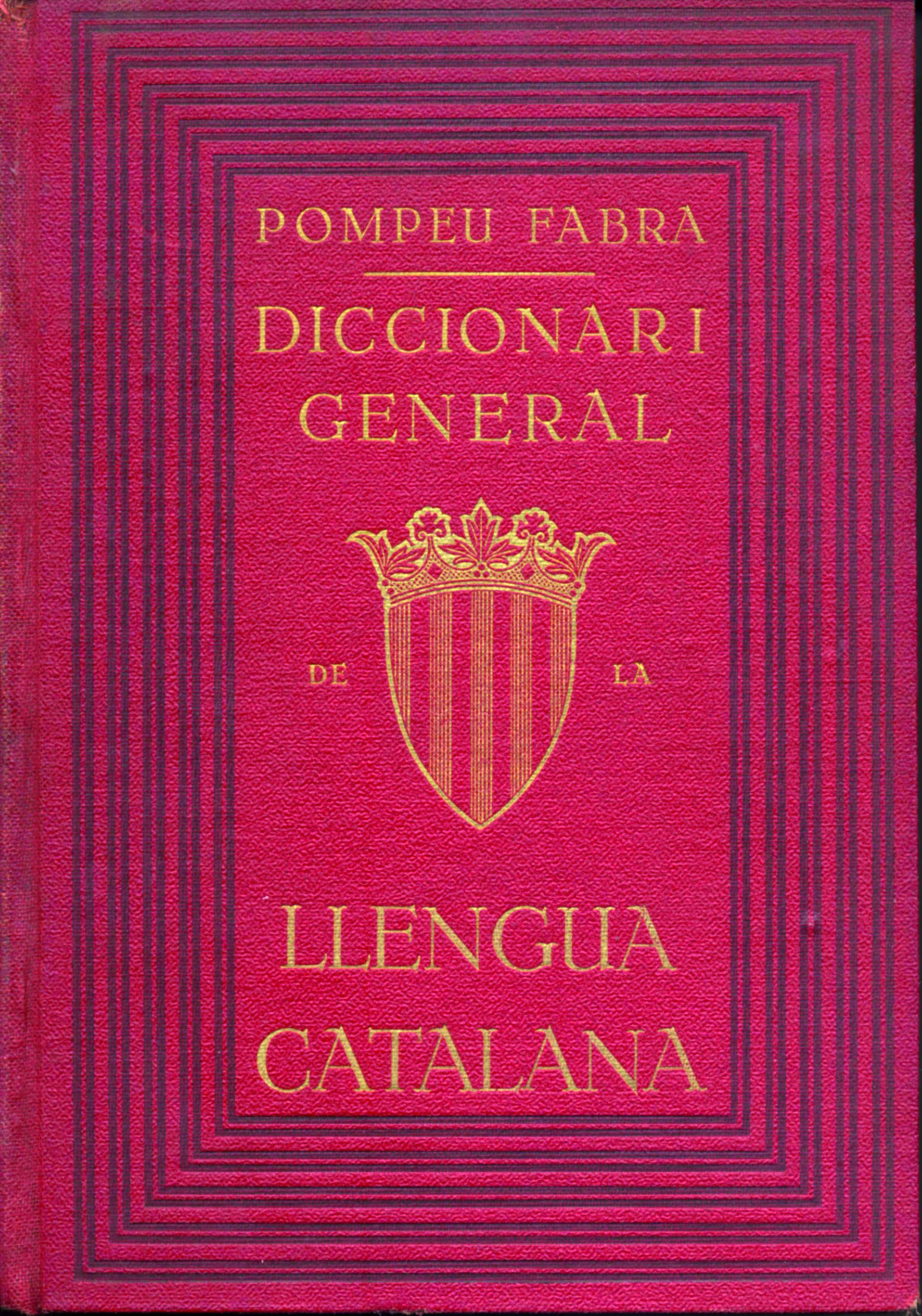
Kryt vydání 1932

Diccionari General de la Llengua Catalana (Obecný slovník katalánského jazyka) je katalánský slovník, dílo gramatika Pompeu Fabra. Nejprve byl publikován ve fasciklech v roce 1931 a jako jediný svazek v roce 1932. Byl normativním slovníkem katalánštiny během 63 roků. Až do roku 1995, kdy se objevilo první vydání Slovníku katalánského jazyka od IEC.

## Historie
Institut katalánských studií (IEC) chtěl vytvořit oficiální lexikografický inventář a zmocnil tento úkol malému týmu pod vedením muže jménem Pompeu Fabra i Poch. Fabra již publikoval pravopisný slovník (1917) v souladu s pravidly IEC, stejně jako mnoho dalších publikací katalánského jazyka.
Během diktatury Primo de Rivera (1923-30) Fabra napsal dílo. Trvalo to téměř šest let a v roce 1932 knihu vydal. Nejprve se dílo vydávalo částečně (a jako předplatné) s potiskem v roce 1931. Dne 30. listopadu 1932 vydala Knihovna Katalánska celé dílo. Vedoucím vydání byl Antoni López Llausàs.
Dne 4. února 1939, během represí Katalánců, byly původní slovníky a redakční zbytky zničeny fašistickou armádou Franca. Druhé vydání nebylo provedeno až do roku 1954 (Fabra již zemřel) a bylo cenzurované. Do roku 1994 bylo publikováno 32 různých verzí. 

## Popis
Fabra použil přísnou vědeckou metodu, která mu přinesla spontánní uznání jeho současníků. Odmítl tak příliš omezené regionalismy a archaismy, které se už nepoužívaly.
O zdrojích profesor Fabra říká, že "při psaní Slovníku bylo použito velké množství katalánských slovníků a slovníků jiných jazyků (především španělské akademie, slovníky autorů Hatzfeld i Darmestetera, Webstera), publikovaná lexikografická sbírka (Slovník Aguiló, Bulletin katalánské dialektologie atd.), a ty, které existují v Lexikografických kancelářích (mezi nimi ty, které vypracoval M. de Montoliu a Carles Riba a botanická osvědčení autorů Pius Font i Quer a Miquel de Garganta i Fàbrega); byla provedena řada konzultací s odborníky, a v mnoha případech, kdy se váhalo mezi smyslem slova nebo jeho definicí, bylo takové slovo podrobeno studiu na filologické sekci: byla přijata všechna opatření proto, aby se předešlo nepřesným definicím ". (Předmluva k 1. vydání, P. VII).
Ve slovníku („slovník Fabra“, jak je všeobecně známo) se podařilo sjednotit pravopis, vyčistit lexikon, napravit gramatiku a zavést neologismy.